# Night Deluxe
「Night Deluxe」（ナイト・デラックス）は、男性4人組ダンスユニットLeadが2004年6月16日に発売した6枚目のシングルである。

## 概要
完全初回限定盤（CD+DVD）と通常盤（CDのみ）の2形態で発売。封入特典は完全初回限定盤がリリースイベント参加券、通常盤がトレーディングカード（2004年7月出荷分までの期間限定）。
本作はLeadのシングルでオリコン最高位5位となった。また、第46回日本レコード大賞金賞を受賞した。

## 収録曲

### CD
1. Night Deluxe
（作詞：藤林聖子 / 作曲、編曲：今井大介）
2. Here goes!
（作詞：村野直球 / 作曲：JUNKOO / 編曲：山木隆一郎）
3. Night Deluxe (instrumental)
4. Here goes! (instrumental)

### DVD
※完全初回限定盤（CD+DVD）のみ
1. Lead Night Deluxe special DVD -Lead offshots movies-